# Norbert Mussbacher

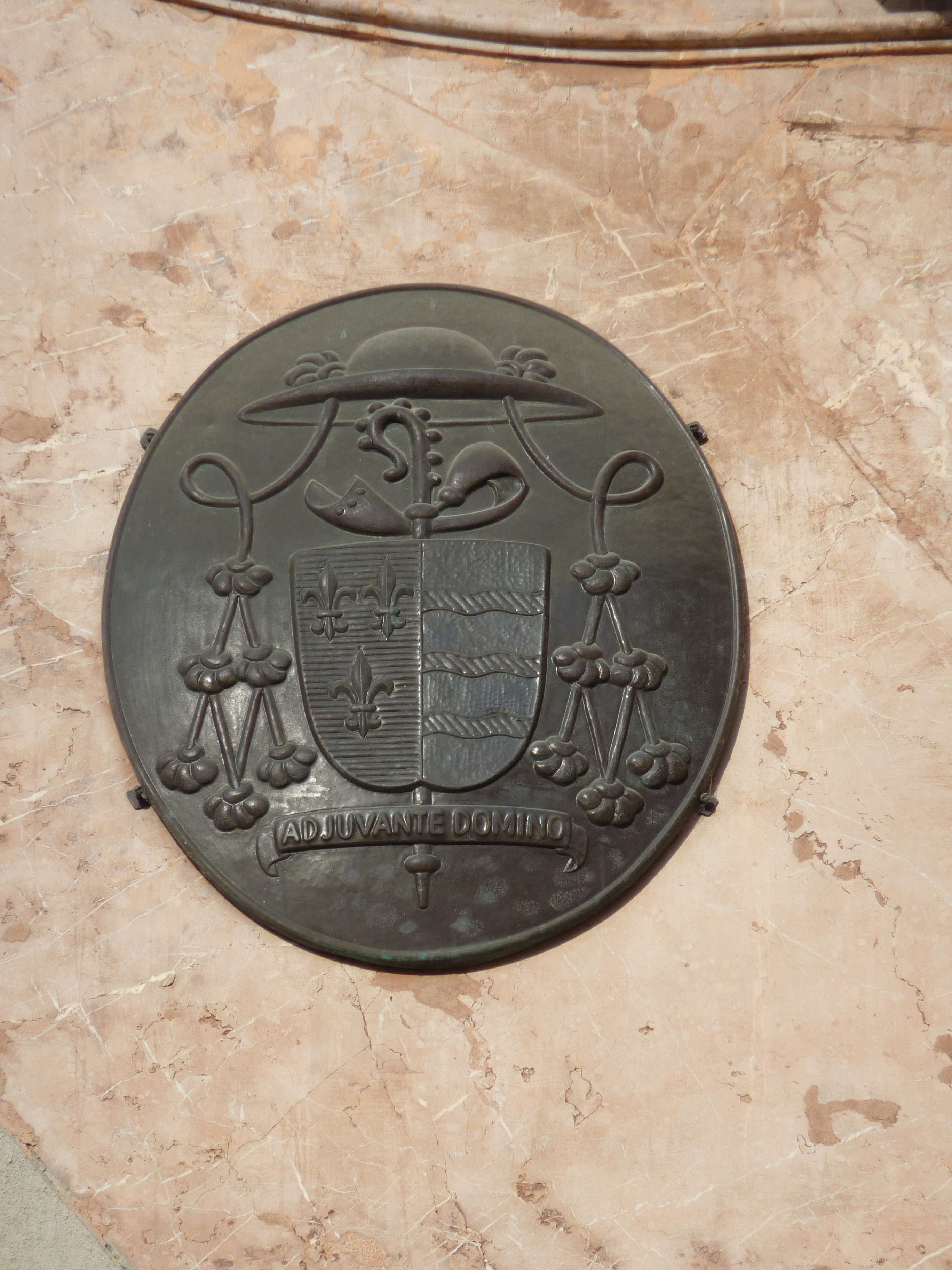
Wappen von Abt Norbert Mussbacher an der Westfassade der Stiftskirche Lilienfeld

Norbert Mussbacher OCist (* 31. Dezember 1926 in Ollersbach in Niederösterreich; † 10. November 2004 in Lilienfeld) war Zisterzienser, 64. Abt von Stift Lilienfeld, Titularabt zu Marienberg, Ordenshistoriker, Heraldiker, Heimatkundler und Dichter.

## Leben
Friedrich Josef Mussbacher, Sohn eines Gärtners, besuchte die Handelsakademie in Znaim. Zu Ende des Zweiten Weltkrieges wurde er zuerst zum Reichsarbeitsdienst und dann zur Wehrmacht eingezogen. Nach der Entlassung aus der amerikanischen Kriegsgefangenschaft legte er die Lehramtsprüfung ab und war als Hauptschullehrer in Ravelsbach tätig. 1949 wurde er Zisterzienser, indem er in das Stift Lilienfeld eintrat und den Ordensnamen Norbert annahm. Er absolvierte in Heiligenkreuz und Wien das Studium der Philosophie und Theologie. Nach seiner Priesterweihe im Dom zu St. Pölten am 29. Juni 1954 war er kurze Zeit Katechet in Traisen, dann Kaplan in Lilienfeld und von 1956 bis 1960 Seelsorger in Unterdürnbach. Ab 1960 wirkte er im Stift Lilienfeld als Schaffer, Bauamts- und Elektro-Werksleiter.
Am 12. Februar 1968 wurde er zum 64. Abt des Stiftes Lilienfeld gewählt. Sein Wahlspruch lautete: Adjuvante Domino (Mit der Hilfe des Herrn). 1973 promovierte er an der Universität Wien im Fach Kirchengeschichte mit einer Dissertation über Abt Matthäus III. Kolweiß von Lilienfeld. Von 1977 bis 1985 war Abt Norbert Erster Assistent der Österreichischen Zisterzienserkongregation.
In seiner Amtszeit als Abt ließ er zu einem großen Teil den Stiftskomplex selbst und mehrere Kirchen und Pfarrhöfe in den Stiftspfarren restaurieren. Ein Höhepunkt seiner Amtszeit bedeutete die Niederösterreichische Landesausstellung zum Thema "1000 Jahre Babenberger in Österreich", die 1976 im Stift Lilienfeld stattfand. Diese Ausstellung führte fast 500.000 Besucher nach Lilienfeld. Im selben Jahr konnte er es erreichen, dass Papst Paul VI. die Stiftskirche zur "Basilica minor" erhob.
Anlässlich des 750. Weihetages der Stiftsbasilika am 30. November 1980 stiftete Abt Norbert Mussbacher das "Ehrenkreuz des Stiftes Lilienfeld".
Abt Norbert förderte die Kunstsammlungen und die Kirchenmusik im Stift Lilienfeld und engagierte Karen De Pastel als Stiftsorganistin von Lilienfeld und Veranstalterin zahlreicher musikalischer Ereignisse im Stift. Am 12. August 1993 ließ er eine Statue des Heiligen Bernhard, die der Verein "Advent in Lilienfeld" gestiftet hatte, vor dem Porten-Gebäude des Stiftes Lilienfeld errichten.
Er verfasste historische und heimatkundliche Veröffentlichungen und einzelne Gedichtbände. Nach seiner Resignation am 25. Oktober 1993 widmete er sich weiterhin seinen Studien und der Dichtkunst. Er leitete ab 1995 die Stiftspforte und nahm bis kurz vor seinem Tod am regulären Leben der Patres von Stift Lilienfeld teil. Von 1984 bis 1995 war er Ordensprälat des Großpriorats Österreich im „Lazarus-Orden“.
Nach seinem Tod 2004 wurde sein Leichnam in der Äbtegruft des Lilienfelder Stadtfriedhofs beigesetzt. Seine beiden Nachfolger Abt Matthäus Nimmervoll (1993 – 2019) und Abt Pius Maurer (seit 2019) waren beide unter ihm in das Stift eingetreten.

### Ehrenkreuz des Abtes von Stift Lilienfeld
Anlässlich des 750-Jahr-Jubiläums der Weihe des Stiftes Lilienfeld stiftete Abt Norbert das Ehrenkreuz des Abtes von Stift Lilienfeld, das seit 1980 an Personen, die sich besonders um das Stift verdient machten, verliehen wird. Es wird in der Ausprägung gold, silber und bronze verliehen.
Konkreter Anlass der Stiftung war der Bericht, nach dem das Stift beim Rückzug der deutschen Truppen im Jahr 1945 gesprengt werden sollte. Edmund Welten, der als Unteroffizier diesen Befehl erhielt, führte ihn nicht aus, sondern entschärfte den Sprengsatz, sodass das Stift vor Schaden bewahrt wurde. Welten konnte die ihm zugedachte Auszeichnung im Jahr 1980 nicht mehr in Empfang nehmen, da er kurz vorher verstarb.

## Auszeichnungen
- 1970: Ehrenmitgliedschaft des Verbandes Katholischer Schriftsteller Österreichs
- 1976: Großes Silbernes Ehrenzeichen für Verdienste um die Republik Österreich
- 1976: Auszeichnung des Bundesministers für Wissenschaft und Forschung für Verdienste um den Denkmalschutz
- 1985: Großkreuz Pro piis meritis des Souveränen Malteserritterordens
- 1986: Goldenes Komturkreuz des Ehrenzeichens für Verdienste um das Bundesland Niederösterreich
- 1997: Österreichisches Ehrenkreuz für Wissenschaft und Kunst I. Klasse

## Veröffentlichungen
- Die Lichte Pforte, Gedichtband, St. Pölten 1964 (und weitere Auflagen)
- Das Stift Lilienfeld, in: Heimatkunde des Bezirkes Lilienfeld 1, Lilienfeld 1971, 11–38.
- Matthäus Kolweiß von Lilienfeld (1620–1695), in: Analecta Cisterciensia 31 (1975) 3–148.
- Die Marienverehrung der Cistercienser, in: Die Cistercienser. Geschichte – Geist – Kunst, Wienand, Köln 1974 (und weitere Auflagen).
- Das Stift Lilienfeld, Bergland Verlag, Wien 1976.
- Kristallisation, Gedichtband, Lilienfeld 1977.
- Die Bemühungen Lilienfelds um die Wiedererrichtung der Abtei Zirc 1659–1699, in: Analecta Cisterciensia 38 (1982) 22–42.
- Blühende Zweige, Gedichtband, Lilienfeld 1989.